# Oligocén

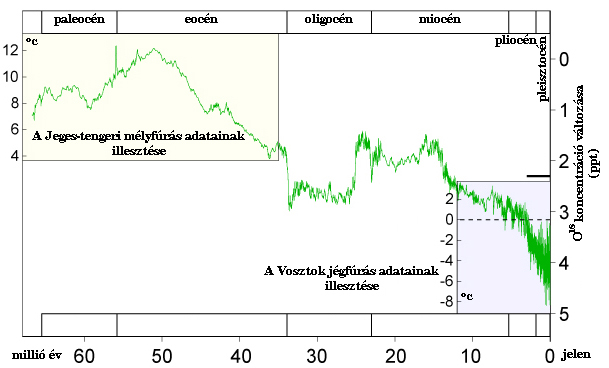
A kainozoikum 65 millió évének hőmérsékletváltozásai

Az oligocén földtörténeti kor 33,9 millió évvel ezelőtt (mya) kezdődött az eocén kor után és 23,03 mya zárult a miocén kor előtt. A földtörténeti harmadidőszak paleogén periódusának harmadik, utolsó kora.
Átmeneti kornak tartják a trópusi eocén és a mai modern klímára már nagymértékben emlékeztető miocén között. Ebben az időszakban törtek elő a fűfélék és jelentek meg a füves puszták, szavannák, pampák az erdők rovására, és ebben az időszakban szorultak vissza a trópusi erdők az Egyenlítő környékére.
Az oligocén kezdetekor nagymértékű kihalás volt tapasztalható, melynek közvetlen következménye az európai fauna eltűnése és az ázsiai fauna ide történő beáramlása volt (kivéve a rágcsálókat és az erszényeseket). A korszak végét nem lehet konkrét időponthoz kötni, a miocén kezdetét egy általános lehűlés jelzi.

## Tagolása
A kort az alábbi két korszakra tagolják (a korábbitól a későbbi felé haladva):
- rupeli korszak: 33,9 – 27,82 Ma
- katti korszak: 27,82 – 23,03 Ma

Magyarországi felosztása:
- kiscelli (kiscellien)
- egri (egerien)

## Ősföldrajz
A kontinensek tovább haladtak mai pozícióik felé.
Az Antarktisz fokozatosan elszigetelődött, ahogy eltávolodott tőle Dél-Amerika is. Ausztrália már a jura kor óta leszakadóban volt róla, ám ez egy nagyon lassú folyamat volt. A pontos idejét nem tudjuk, hogy mikor alakult ki mélytengeri áramlás közöttük, de feltehetőleg az oligocén elején. Ugyancsak nem tudjuk pontosan, hogy a Dél-Amerikától elválasztó Drake-átjáró mikor nyílt ki teljesen, csak azt, hogy a korai oligocéntól már beindult a hideg víz körkörös áramlása. A folyamat nem volt végleges, a Drake-átjáró még többször bezárult ebben az időszakban (29-22 millió évvel ezelőtt).
Az óceáni kéreglemezek átrendeződése a Csendes-óceán északkeleti partjainál betetőződött. Ekkor alakult ki a Szent András-törésvonal, valamint ekkor fejeződött be a vulkáni tevékenység az Egyesült Államok nyugati partvidékének déli részein. Az egész észak-amerikai kontinens az óramutató járásával megegyezően kissé elfordult. A Sziklás-hegység ekkor volt a legmagasabb. Új vulkánok kezdték meg működésüket, ezúttal a kontinens belsejében, le egészen Mexikóig.
31 és 26 millió évvel ezelőtt Etiópia és Jemen térségében is vulkáni tevékenység folyt, a Kelet-afrikai lemez mozgása következtében. Az Alpok rohamosan emelkedett fel, ahogy Afrika egyre jobban összeütközött Európával, elzárva a Tethys-tenger maradványát a külvilágtól. A világtengerek szintje alacsonyabb volt, mint az eocénban, így nagy füves síkságok alakultak ki Észak-Amerikában és Európában is. Európa és Ázsia közül is eltűnt a víz, így a két kontinens összefüggő egészet alkotott. Valószínű, legalábbis a fauna hasonlóságából, hogy Eurázsia és Észak-Amerika közt is volt ekkor valamilyen kapcsolat. Az oligocén végére ismét megemelkedett a tengerszint, sok terület víz alá került ismét.
A Himalája felemelkedése is zajlott ekkor, de nem egészen egyértelmű, hogyan. Egyes elméletek szerint egy különálló mikrokontinens ütközése történt az eocénban, India pedig csak a késő oligocénban érte el Ázsiát. Ekkor érte el a Tibeti-fennsík mai magasságát.
Ahogy a szubdukció megjelent Dél-Amerika partjainál, úgy emelkedett ki az Andok is.

## Klíma
Az oligocén kort folyamatos lehűlés jellemezte. 33,5 millió évvel ezelőtt egy hirtelen és gyors lehűlés történt, ami alapjaiban hatott ki a bioszférára. Az elemzések alapján a légköri oxigénizotópok aránya ebben a korban 1,3 ezrelékkel csökkent, ebből 0,3-0,4 ezrelékért volt felelős az Antarktisz eljegesedése, a többiért egy körülbelül 5-6 Celsius fokos lehűlés. A körülbelül 300 ezer évig tartó folyamat végén a tengerek szintje világszerte 105 métert csökkent, a jégtakaró kiterjedése pedig az egész Földön negyedével volt nagyobb, mint ma.
A jelenségnek komoly hatásai voltak. Eltűntek a Tibeti-fennsík tavai, Közép-Ázsia belseje pedig elkezdett száraz éghajlatúvá válni. A sarkvidékek környékén az átlaghőmérséklet 5 fokot zuhant. A Feröer-szigetek mellett végzett vizsgálatok alapján az oligocénban indult el a mélytengeri áramlás a Jeges-tenger és az Atlanti-óceán között. Észak-Amerikából származó szárazföldi bizonyítékok alapján az eocénhez képest kevesebb mint a fele mennyiségű csapadék hullott. Grönlandon megjelentek az első gleccserek. Az Antarktiszon a jégtakaró elérte a tengert.
Hogy mi okozta ezt a hirtelen lehűlést, csak sejteni lehet. Nincs bizonyítékunk se olyan meteorit-becsapódásra, vagy vulkáni tevékenységre, aminek az ideje egybevágna ezzel. Két, egymástól független esemény is közrejátszhatott. Lehetséges, hogy az egyik ok az Antarktisz körül kialakuló hideg áramlás volt. A második lehetőség a szén-dioxid szint hirtelen csökkenése.
Ezt az eseményt követően meglehetősen kevés az információnk az oligocén klímájáról. Annyi bizonyos, hogy időszakosan változó volt, és hol előretört, hol visszahúzódott a jégtakaró. Ezzel együtt járt egy újabb, 75 méteres vízszintcsökkenés a világtengerekben, ami a legnagyobb volt a földtörténeti újidőben. Vannak rá adatok, hogy a sarkkörhöz közelebbi területeken is viszonylag meleg volt a klíma az eljegesedés ellenére, de egyre északabbra haladva már jóval hidegebb volt. Ezt pontosan nehéz meghatározni, mert regionálisan is eltérő módon változott a klíma.
Az oligocén végén, 26,5-24 millió évvel ezelőtt újabb, régiónként eltérő melegedés kezdődött, kivéve az immár jegesen maradt Antarktiszt. A dél-ázsiai monszun jelensége ebben az időszakban már megjelent. Az oligocén és a miocén határán egy körülbelül 400 ezer évig tartó hidegebb időszak köszöntött be.

## Bioszféra
Az eocén meleg klímájához képest, amikor még a sarkkörön túl is éltek krokodilfélék, az oligocénban már a sarkok közelében állandósult a jégtakaró. A lehűlő klíma és az alacsony vízszint miatt a kontinensek között megnyíló földhidakon át a bioszféra jelentős mértékben átalakult és csökkent a fajgazdagság. Az oligocén végére a szárazföldi és tengeri állatok diverzitása a mélypontját érte el a földtörténeti újidőben, a korábbi erdős-dzsungeles tájat pedig felváltották az erdők és a cserjések. A Tethys-tenger bezáródásával elpusztult az egyedi trópusi közege.

### Flóra
A kor folyamán a trópusi és szubtrópusi erdők megritkultak, a helyüket lombhullató erdők vették át. Ugyanekkor a meleg éghajlat hatására megnőtt a füves puszták és sivatagok száma. A fűfélék általános előretörése amúgy is jellemző a korszakra, amelyek elhagyták a vízpartokat és hatalmas üres területeket népesítettek be. Mindazonáltal a kor végéig még nem szaporodtak el annyira, hogy a mai értelemben vett szavannák kialakulhassanak. Észak-Amerika növényvilágára ekkortájt például a kesudió- és licsifélék, rózsafélék, bükkfafélék, fenyőfélék, hüvelyes növények, sásfélék és páfrányfélék jellemzőek. Miután az Antarktisz végérvényesen eljegesedett, a korábbi tundranövényzet már csak a tengerpartok közelében vegetált.

### Fauna
A legtöbb ma ismert emlőscsalád már létezett az oligocén végén. Ezek között voltak primitív háromujjú lovak, orrszarvúak, tevék, szarvasfélék, és pekarik. A ragadozók között a kutyafélék, az ál-kardfogú macskák, medvék, menyétfélék, és a mosómedvefélék kezdték átvenni a Creodonta fajok helyét, akik a paleocén óta uralták az Óvilágot. A rágcsálók fajai robbanásszerűen fejlődtek ki, ahogy a legváltozatosabb ökológiai fülkéket foglalták el: elsősorban a talajlakó, magevő fajok terjedtek el a mókusszerű, fákról gyümölcsöt vagy termést gyűjtögető fajok rovására. A főemlősök, amelyek egykor Eurázsiában is jelen voltak, most visszaszorultak Afrikába és Dél-Amerikába. Számos faj, mint a lófélék, az Entelodontidae, az orrszarvúak, a Merycoidodontoidea, és a tevefélék alkalmazkodni kezdtek az egyre nagyobb méreteket öltő füves pusztákhoz, és elsajátították a futás képességét. A Brontotheriidae már a korszak elején kihaltak, a Creodonták pedig az oligocén végére már csak Afrikában és a Közel-Keleten maradtak fenn. Az egykor oly sikeres, a jura kor óta létező Multituberculata csoport az oligocénban kihalt, egyedül a Gondwanatheria nemzetség tagjai maradtak még fenn.
Az eocén és oligocén határán történt egy kihalási esemény, melyet a "Grande Coupure" ("nagy vágás") kifejezéssel is illetnek. A tengerszint-csökkenés miatt az addig Európát és Ázsiát elválasztó Turáni-tenger visszahúzódott, minek következtében orrszarvúfélék és kérődzők özönlöttek be Európába, kipusztítva az itt élő őshonos fajokat. Számos változatos, és nagyra növő fajuk jelent meg, köztük a Paraceratherium, amely 6 méteres magasságával és 20 tonnás tömegével a Földön valaha élt egyik legnagyobb szárazföldi emlős volt. Ez a faj mindenesetre a kivétel volt a továbbra is meglehetősen kisméretű emlősök között. A legelső zsiráfok, szarvasok, disznófélék és szarvasmarhák ekkor jelentek meg. Az első macskaféle, a Proailurus az oligocén végén alakult ki Ázsiában.
Ázsia és Észak-Amerika között csekélyebb volt az átjárás. Észak-Amerika középső részein a lehűlés a csigák, kétéltűek és hüllők fajait viselte meg, az emlősöket kevéssé érintette. A krokodilokat és a vízi teknősöket szárazföldi teknősök váltották. A puhatestűek között gyakoribbá váltak a szárazságtűrő fajok.
A földrajzilag elkülönült Ausztráliában és Dél-Amerikában sajátos élővilág alakult ki. Jellegzetes élőlényei voltak a félig elefántra, félig disznóra emlékeztető Pyrotheria, a bizarr kinézetű Astrapotheria patások, a Notoungulata, és a Litopterna. A Sebeosuchia krokodilfélék, a gyilokmadarak, és a ragadozó erszényes Metatheria képviselték a tápláléklánc csúcsát.
Afrika is viszonylag elszigetelt volt ebben az időben. Állatvilágát masztodonok, szirtiborzok, Arsinoitherium és ősi formák képezték. Az oligocén kori Egyiptomban hatalmas esőerdők nőttek.
A tengerekben a csigafajok, a kagylók, és a tüskésbőrűek megtizedelődtek a kor elején. Új fajok alakultak ki, de változatosságuk így sem volt már a régi. A tengeri emlősökről kevés fosszília áll rendelkezésre. A bálnafélék és a fogascetek éppen csak megjelentek, őseik pedig elkezdtek kihalni. mert a hidegebb és sötétebb vizekben nem tudtak olyan jól tájékozódni, mint a visszhanglokátorral rendelkező új fajok. A kékcápák ekkoriban jelentek meg az óceánokban, ahogy az első Desmostylia fajok (Behemotops). Az első úszólábúak is ekkor jelentek meg.

## Az óceánok

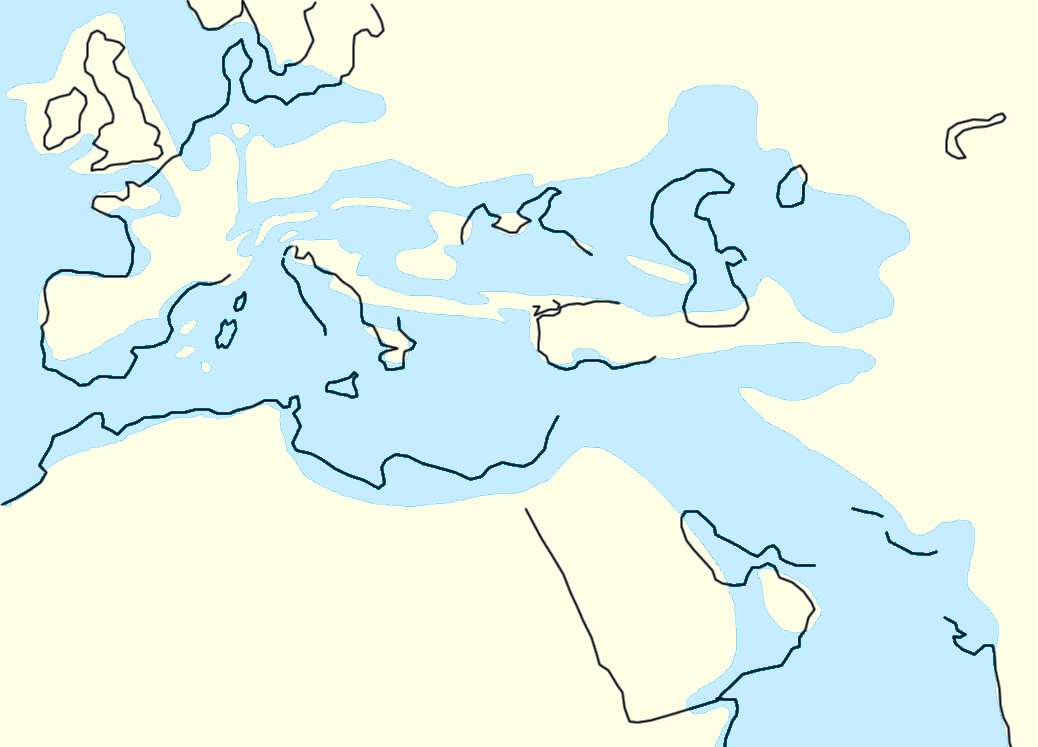
A Tethys az oligocén elején

A ma ismert modern óceáni áramlatok ebben a korban kezdtek el kialakulni. Ez összefüggésben volt a lehűléssel, mely az oligocén kezdetén indult. A Drake-átjáró és a Tasman-tenger kinyílása, a Tethys-tenger bezárulása, és a Grönland-Izland-Feröer közötti tenger alatti hátság kiemelkedése mind-mind fontos hatással voltak erre.
A Drake-átjáró Dél-Amerika és az Antarktisz között nyílt ki. Attól a pillanattól fogva, hogy Ausztrália leszakadt az Antarktiszról, ez volt az utolsó akadálya annak, hogy ne alakuljon ki a déli kontinens körül egy körkörös áramlás. Ez egy öngerjesztő folyamat volt, ami nemcsak a vizeket, de a szárazföldi klímát is alaposan lehűtötte. Az átjáró kialakulásának pontos ideje vita tárgya, de abban a legtöbben egyetértenek, hogy az eocén és az oligocén határán már léteznie kellett egy keskeny szakaszának. Jelenleg a kb. 30 millió évvel ezelőtti keletkezést fogadják el a legtöbben. A globális lehűlésben játszott szerepében sincs egyetértés: a rendelkezésre álló adatok alapján a lehűlés kb. 300 ezer év alatt ment végbe az oligocén elején, így más tényezőknek is számításba kellett jönnie. A Tasman-tenger végleges kialakulását 34 millió évvel ezelőttre teszik.
Az oligocénban zárult be a Tethys-tenger is, amelynek szintén jelentős hatása volt a klímára. Ahogy Eurázsia és Afrika összeütköztek, továbbá ahogy India is összeütközött Ázsiával, megszűntek az Egyenlítő közeli körkörös áramlások. Néhány új hegylánc is kialakult, mint a Zagrosz-hegység, ami további szén-dioxidot kötött le a légkörből, tovább segítve a lehűlést.
Grönland, Izland és Feröer egy, a tektonikus folyamatok során kialakult hátság részei lettek, amely befolyásolta a mélytengeri áramlatokat. Ez azért volt lényeges, mert a globális lehűlésben immár az Északi-sark környéki hideg vizek is szerepet játszottak.

## Természeti katasztrófák
23 millió évvel ezelőtt (bár a pontos időpontot ma már vitatják) keletkezett Észak-Kanada Nunavut tartományában a Haughton-kráter, melyet egy kb. 2 km átmérőjű meteorit becsapódása okozott. A kráter átmérője körülbelül 24 km.
Körülbelül 28-26 millió évvel ezelőtt keletkezett Coloradóban a La Garita-kaldera, egy hatalmas szupervulkán, mely az ismert földtörténet leghatalmasabb vulkánkitörése volt.

## Fordítás
Ez a szócikk részben vagy egészben  az   Oligocene című angol Wikipédia-szócikk ezen változatának fordításán alapul.  Az eredeti cikk szerkesztőit annak laptörténete sorolja fel. Ez a jelzés csupán a megfogalmazás eredetét és a szerzői jogokat jelzi, nem szolgál a cikkben szereplő információk forrásmegjelöléseként.